# Gone
Gone er en dansk kortfilm fra 2011, der er instrueret af Sune Kofod Maglegaard.

## Handling
En ung mand vågner op i en skov. Han er alene, og han ved ikke hvor han er. Han prøver at finde en vej ud af skoven, men den synes uendelig, og uden nogen vej at følge. Imens han går rundt og leder efter en vej ud af skoven, får han følelsen af, at han ikke er alene.